# Tajbe (Galilea)
Tajbe též Tajba (hebrejsky טַּיִּבָּה, arabsky الطيبة, anglicky v oficiálním seznamu sídel Tayibe (BaEmeq), (טייבה (בעמק - doslova Tajbe v Údolí, přepisováno též Taibe) je arabská vesnice v Izraeli, v Severním distriktu, v Oblastní radě Gilboa.

## Geografie
Leží v Dolní Galileji, na planinách Ramot Isachar severně od Jizre'elského respektive Charodského údolí, v nadmořské výšce 95 metrů, 17 kilometrů jihozápadně od Galilejského jezera a 12 kilometrů západně od řeky Jordánu, v oblasti s intenzivním zemědělstvím. Severně od vesnice protéká vodní tok Nachal Tavor. Přímo skrz východní okraj obce teče Nachal Jisachar, do kterého pak jižně odtud ústí ještě vádí Nachal Brit. Východně od vesnice přechází Ramot Isachar do náhorní planiny Ramat Kochav, která pak prudce spadá do údolí řeky Jordán.
Vesnice se nachází cca 15 kilometrů východně od města Afula, cca 85 kilometrů severovýchodně od centra Tel Avivu a cca 48 kilometrů jihovýchodně od centra Haify. Tajbe obývají izraelští Arabové respektive arabsky mluvící Beduíni, přičemž osídlení na jih a na východ odtud je převážně židovské. Na severní a západní straně je etnické složení osídlení smíšené, nachází se tu ještě několik arabských vesnic. Nejblíže z nich je to Na'ura a Tamra. Nejblíže k obci ale leží dvě židovské vesnice, Ramat Cvi a Moledet.
Tajbe je na dopravní síť napojena pomocí lokální silnice číslo 717.

## Dějiny
Tajbe je beduínská osada, kterou založil klan Zuabija (זועבייה). Podle některých teorií je toto místo biblické lokality Ofra - rodiště soudce Gideóna (Kniha Soudců 6,11). Tajbe totiž znamená Dobrá a toto pojmenování mělo nahradit „špatné znamení“ původního názvu, který v arabštině znamená určitého démona (viz také Tajbe u samařské Ofry). Poblíž vesnice se dochovaly zbytky křižáckého a byzantského osídlení. V roce 1871 popisovali tuto lokalitu západní cestovatelé jako sestávající z několika roztroušených kamenných staveb. Podle vyprávění členů místního rodu sem klan Zuabija přišel z dnešního Iráku cca před 500 lety.
Podle některých pramenů byla vesnice založena až roku 1920 (patrně myšleno trvalé usídlení polokočovných Beduínů na tomto místě). Tato arabská vesnice al-Taijiba měla v roce 1922 220 obyvatel. Během války za nezávislost v roce 1948 byla sice vesnice ovládnuta izraelskými silami, ale nebyla na rozdíl od mnoha jiných arabských vesnic vysídlena a uchovala si svůj etnický ráz i v rámci státu Izrael.
V obci funguje zdravotní středisko, základní škola, sportovní areály. Ekonomika Tajbe je zčásti založena na zemědělství, část obyvatel za prací dojíždí mimo obec.

## Demografie
Podle údajů z roku 2014 tvořili naprostou většinu obyvatel v Tajbe Arabové. Jde o menší sídlo vesnického typu s rostoucí populací. K 31. prosinci 2014 zde žilo 1697 lidí. Během roku 2014 populace stoupla o 1,8 %.
| Rok            | 1922 | 1949 | 1961 | 1972 | 1983 | 1995  | 2001  | 2003  | 2004  | 2005  | 2006  | 2007  | 2008  | 2009  | 2010  | 2011  | 2012  | 2013  | 2014  |
| -------------- | ---- | ---- | ---- | ---- | ---- | ----- | ----- | ----- | ----- | ----- | ----- | ----- | ----- | ----- | ----- | ----- | ----- | ----- | ----- |
| Počet obyvatel | 220  | 299  | 310  | 483  | 726  | 1 103 | 1 380 | 1 441 | 1 467 | 1 496 | 1 534 | 1 563 | 1 582 | 1 546 | 1 570 | 1 615 | 1 623 | 1 667 | 1 697 |